# Lanciego (localidad)
Lanciego (oficialmente Lanciego/Lantziego) es una localidad del municipio de Lanciego, en la provincia de Álava, España. 

## Demografía
| Gráfica de evolución demográfica de Lanciego entre 2000 y 2022 |
|                                                                |
| Población de derecho según los censos de población del INE.    |